# Karl Jaberg
Karl Jaberg (Langenthal, 24 aprile 1877 – Berna, 30 maggio 1958) è stato un linguista e filologo svizzero.

## Biografia
Jaberg conseguì il dottorato nel 1900 a Berna, in Svizzera sotto la guida di Emile Freymond. Dal 1901 al 1907 fu insegnante ad Aarau nel canton Argovia e all'Università di Zurigo. Nel 1906 completò la sua abilitazione a Zurigo con Jakob Ulrich sui fenomeni associativi nell'inflessione verbale di un gruppo dialettale della Francia sud-orientale. Nel 1907 divenne professore associato di filologia romanza, lingua e letteratura italiana all'Università di Berna (suo ateneo di formazione) e nel 1909 professore ordinario; lavorò fino al 1945. Sotto l'influenza di Jules Gilliéron (che frequentò a Parigi dal 1900 al 1901) e di Hugo Schuchardt progettò il monumentale Atlante linguistico ed etnografico dell'Italia e della Svizzera meridionale (AIS) unitamente a Jakob Jud e grazie alla collaborazione di Paul Scheuermeier, Gerhard Rohlfs e Max Leopold Wagner. Dal 1942 al 1948 Jaberg fu direttore del "Glossaire des patois de la Suisse romande" ("GPSR").
Dal 1928 al 1930 fu presidente della "Société de Linguistique Romane". Nel 1937 fu accettato come membro dell'Accademia Prussiana delle Scienze.

## Opere principali
- Lingua come espressione e lingua come comunicazione. Braunschweig, 1917.
- Filologia idealistica moderna: considerazioni linguistiche. Heidelberg, 1926.
- L'atlante linguistico come strumento di ricerca (insieme a Jakob Jud), 1928.
- Aspetti geografici della lingua: Conférences faites au Collège de France, dicembre 1933. Parigi, 1936.
- Ricerche ed esperienze linguistiche. Parigi; Zurigo; Lipsia, 1937.
- Ricerche ed esperienze linguistiche: nuova serie, ed. Siegfried Heinimann, Berna, 1965.